# Equisetum
« Prêles » redirige ici. Pour la localité et ancienne commune suisse du canton de Berne, voir Prêles (Berne).
Cet article concerne les espèces de prêles actuelles. Pour l'ensemble de ce groupe comprenant des familles fossiles avec des espèces arborescentes, voir Equisetidae.
 (janvier 2017).
Famille
Genre
Synonymes
- Allostelites Börner[2]
- Hippochaete Milde[2]

- Presla Dulac nom. superfl.[3]

Equisetum (Prêle) est un genre de plantes de la sous-classe des  Équisétidés (Equisetidae), les prêles. Toutes les prêles actuelles sont classées dans ce genre et forment la famille des Équisétacées (Equisetaceaee), issue de la seule lignée survivante de ce groupe très diversifié pendant le Carbonifère.
Ce sont toutes des espèces herbacées, alors que d'autres familles de prêles aujourd'hui éteintes étaient composées d'espèces arborescentes.

## Étymologie
Le mot prêle est la contraction de asprele qui dérive du latin asper [rude, rugueux] en rapport avec la propriété abrasive de ces plantes riches en silice. Equisetum vient du latin equus [cheval] et seta [soie, crin]. Les Prêles étaient autrefois connues sous le nom de « Queue-de-cheval ».

## Description

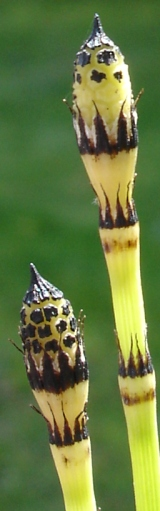
Strobiles.

Les prêles sont des plantes herbacées vivaces, rhizomateuses, qui ont une tige nettement articulée, des microphylles écailleuses en verticille au niveau des nœuds. C'est aussi sur ces nœuds que viennent s'insérer les rameaux des espèces ramifiées. Les tiges sont cannelées et présentent un épiderme siliceux. L'anatomie des tiges est complexe et montre un cordon de canaux carinaux entourant l'espace interne du chaume.
Les prêles sont hétérosporés mais dotées d'une isosporie apparente. Selon les espèces, on observe soit des tiges fertiles particulières peu chlorophylliennes portant des strobiles à leur sommet, soit le développement de strobiles à l'extrémité des tiges végétatives.
Les gamétophytes issus des spores sont soit bisexués, soit mâles uniquement et la fécondation est la plupart du temps croisée.
Ce sont les tiges stériles vertes qui viennent ensuite qui sont consommées.
La multiplication végétative importante et la résistance aux herbicides peuvent rendre les prêles parfois envahissantes.
L'identification des Equisetum demande le plus souvent l'examen à la loupe des cavités de la tige. On devra donc, soit sectionner la tige à l'état frais sur le terrain et noter le croquis de la section, soit ramollir après coup un fragment de tige dans l'eau très chaude, et sectionner.

## Répartition
Les Equisetum sont naturellement dispersés à travers le monde entier, à l’exception de l’Australie, la Nouvelle-Zélande et des îles de l’océan Indien, de l’océan Pacifique Central et des îles de l’océan Atlantique Sud. Elles vont croître dans des environnements humides, tels que les fossés, les terres humides, les forêts humides et en bordures des routes (lorsque l’apport en eau souterraine est disponible en quantité suffisante).

## Reproduction

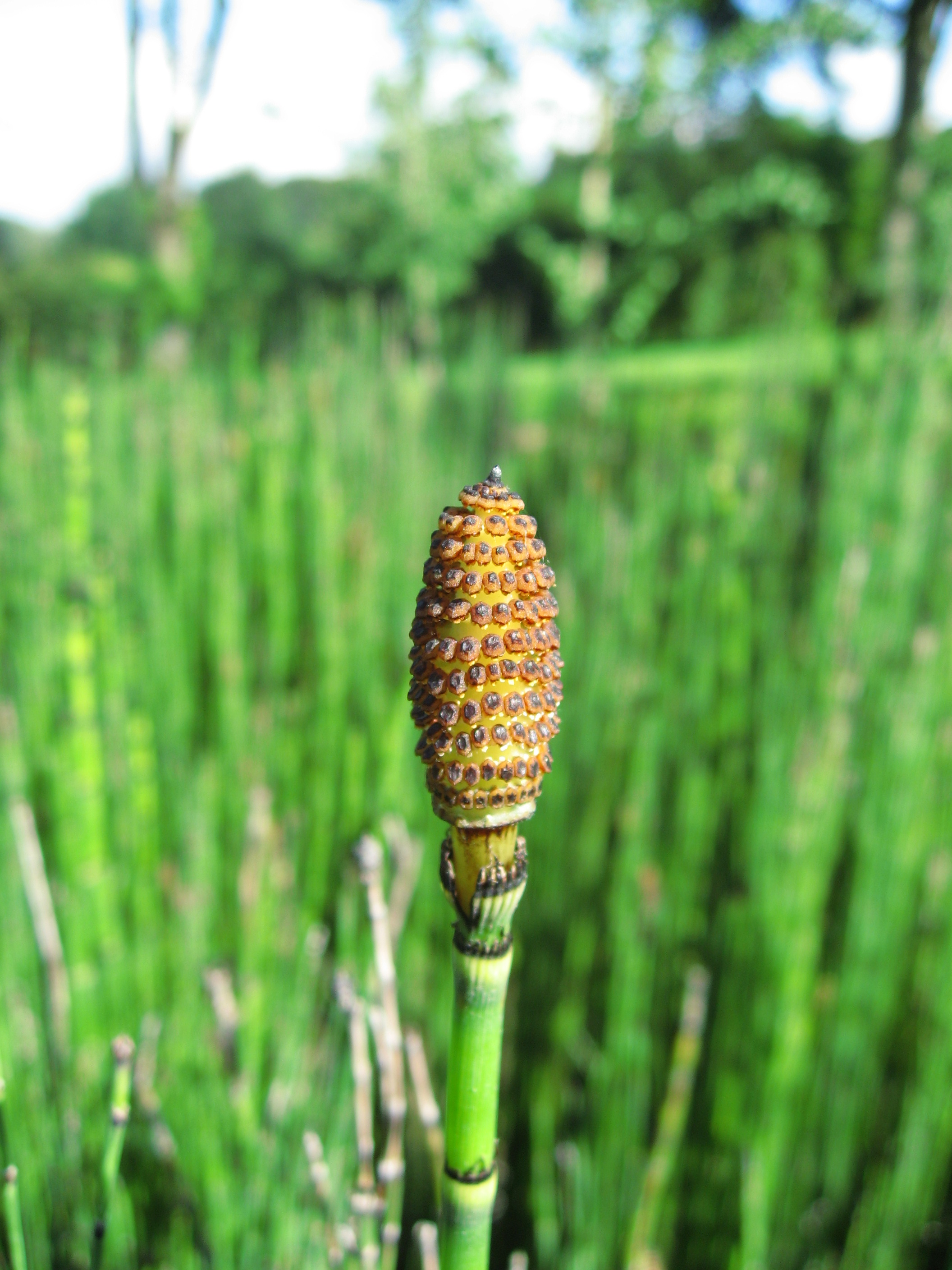
Equisetum hyemale, épi sporifère.

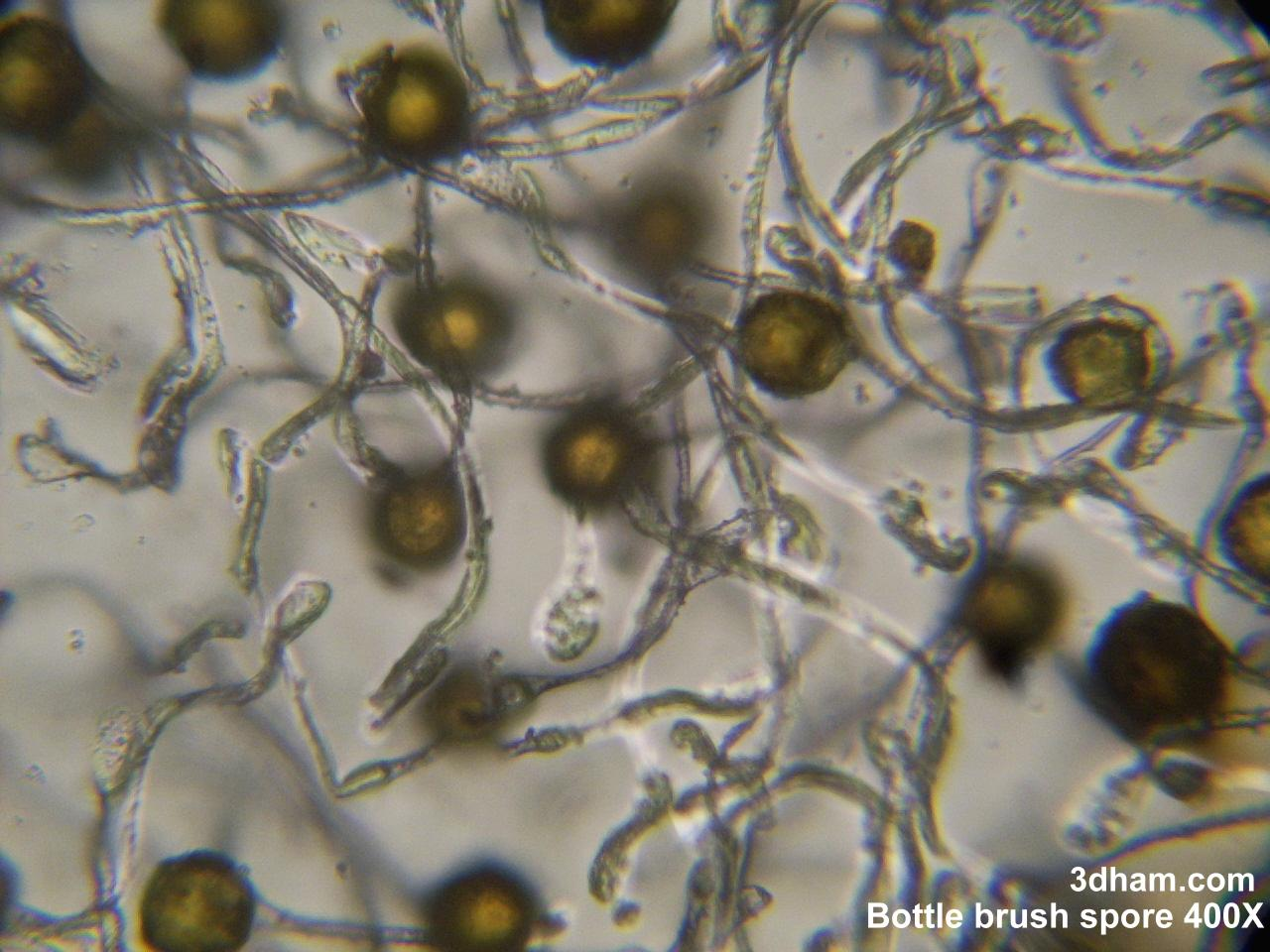
Spores dEquisetum (microscopie).

Les ptéridophytes du genre Equisetum possèdent plusieurs moyens de reproduction. D’abord, ils peuvent se reproduire par la reproduction sexuée, en produisant des spores. Leurs spores possèdent des structures hydroscopiques, donc elles se dilatent et se contractent au contact de l’eau. Ces structures ont probablement pour fonction d’aider à la dispersion dans l’environnement. Les spores des Equisetum ont une vie de courte durée, mais elles ont une capacité de germination très rapide. En effet, elles peuvent germer en moins de 24 heures après avoir été relâchées. Leur longévité dépend de l’humidité de l’environnement, mais leur durée maximale de germination va de 5 à 17 jours. Si elles dépassent cette durée, elles perdent leur capacité de germination. Il existe cependant certaines conditions où une spore peut conserver sa capacité germinatrice jusqu’à un intervalle de deux ans ou même plus longtemps, lorsqu’elle est conservée à des températures très froides.
Les environnements perturbés sont optimaux pour que les spores germent. Ceci explique que dans la plupart des espèces du genre Equisetum, la capacité à se reproduire de façon sexuée est relativement faible.
Par ailleurs, certaines espèces de ce genre possèdent une capacité remarquable de se reproduire de façon végétative. Cette capacité leur permet de compenser l’inefficacité de la reproduction sexuée en produisant des rhizomes pour rapidement coloniser un environnement perturbé. Ces plantes produisent des réseaux de rhizomes extensifs et profonds, ce qui leur permet d’atteindre des sources d’eau profondes, et aussi, de survivre à des incendies et de recoloniser les sites incendiés très rapidement.

## Habitat et écologie

### Adaptations aux sols saturés en eau
Dans un sol saturé en eau, les conditions sont habituellement anoxiques. Les plantes doivent donc posséder des adaptations morphologiques et physiologiques pour faciliter le transport de l’oxygène provenant de l’atmosphère vers les organes souterrains de la plante. Chez beaucoup de plantes de terres humides, des structures spécialisées permettent le transport de l’oxygène (O2) et du dioxyde de carbone (CO2) d’une partie de la plante à une autre. Chez les Equisetum des terres humides, les rhizomes et les racines possèdent de larges canaux, dont la fonction possible est celle de faciliter le transport de l’oxygène.

### Importance du silicium
Une autre remarquable caractéristique des membres du genre Equisetum est leur capacité d’intégrer le silicium et de l’accumuler dans leurs tissus. Cette accumulation confère une certaine rigidité et stabilité à la plante. Plusieurs recherches indiquent que la silice peut procurer une protection contre les champignons pathogènes et contre les attaques des insectes.
Un mécanisme inconnu chez les plantes pourrait également utiliser le titane pour stimuler la production d'hydrates de carbone et encourager la croissance. Cela pourrait expliquer pourquoi la plupart des plantes contiennent environ 1 partie par million (ppm) de titane, les plantes alimentaires en contiennent environ 2 ppm, et la prêle et l'ortie en contiennent jusqu'à 80 ppm.

## Liste des espèces
Selon Plants of the World online (POWO) (19 avril 2021) :
- Equisetum ×alsaticum (H.P.Fuchs & Geissert) G.Phil ex Lubienski & Bennert
- Equisetum arvense L.
- Equisetum ×ascendens Lubienski & Bennert
- Equisetum bogotense Kunth
- Equisetum ×bowmanii C.N.Page
- Equisetum braunii Milde
- Equisetum diffusum D.Don
- Equisetum ×dycei C.N.Page
- Equisetum ×ferrissii Clute
- Equisetum fluviatile L.
- Equisetum ×font-queri Rothm.
- Equisetum ×geissertii Lubienski & Bennert
- Equisetum giganteum L.
- Equisetum ×haukeanum Mickel & A.R.Sm.
- Equisetum hyemale L.
- Equisetum ×jesupii (A.A.Eaton) Christenh. & Husby
- Equisetum laevigatum A.Braun & Engelm.
- Equisetum ×lapponicum Lubienski & Dörken
- Equisetum ×litorale Kühlew. ex Rupr.
- Equisetum ×lofotense Lubienski
- Equisetum ×mackayi (Newman) Brichan
- Equisetum ×mchaffieae C.N.Page
- Equisetum ×meridionale (Milde) Chiov.
- Equisetum ×mildeanum Rothm.
- Equisetum ×montellii Hiitonen
- Equisetum ×moorei Newman
- Equisetum myriochaetum Schltdl. & Cham.
- Equisetum ×naegelianum W.Koch ex Rothm.
- Equisetum ×nelsonii (Farw.) J.H.Schaffn.
- Equisetum palustre L.
- Equisetum praealtum Raf.
- Equisetum pratense Ehrh.
- Equisetum ramosissimum Desf.
- Equisetum ×robertsii Dines
- Equisetum ×rothmaleri C.N.Page
- Equisetum ×schaffneri J.Milde
- Equisetum scirpoides Michx.
- Equisetum ×sergijevskianum C.N.Page & Gureeva
- Equisetum sylvaticum L.
- Equisetum telmateia Ehrh.
- Equisetum ×trachyodon A.Braun
- Equisetum variegatum Schleich. ex F.Weber & D.Mohr
- Equisetum ×willmotii C.N.Page
- Equisetum xylochaetum Mett.

Parmi ces taxons, il y a dix espèces présentes en France, neuf en Suisse, et sept en Belgique ainsi qu'un hybride présent dans ces trois pays.

## Observations

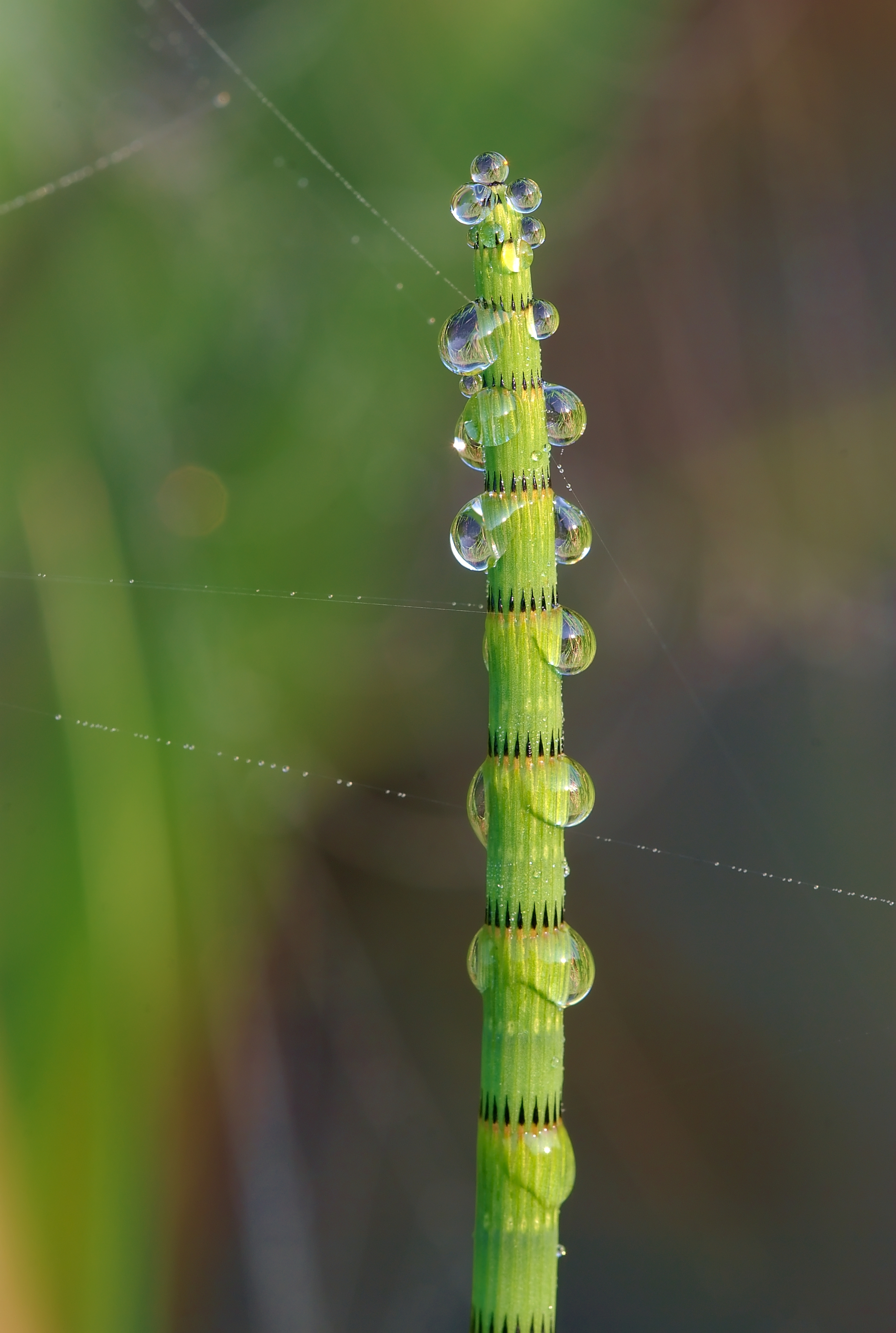
Equisetum fluviatile.

En 2013, les déplacements aléatoires de spores d'Equisetum sont observés par le Laboratoire interdisciplinaire de physique et décrits comme des sauts de puces en fonction de l'humidité ambiante.

## Utilisations

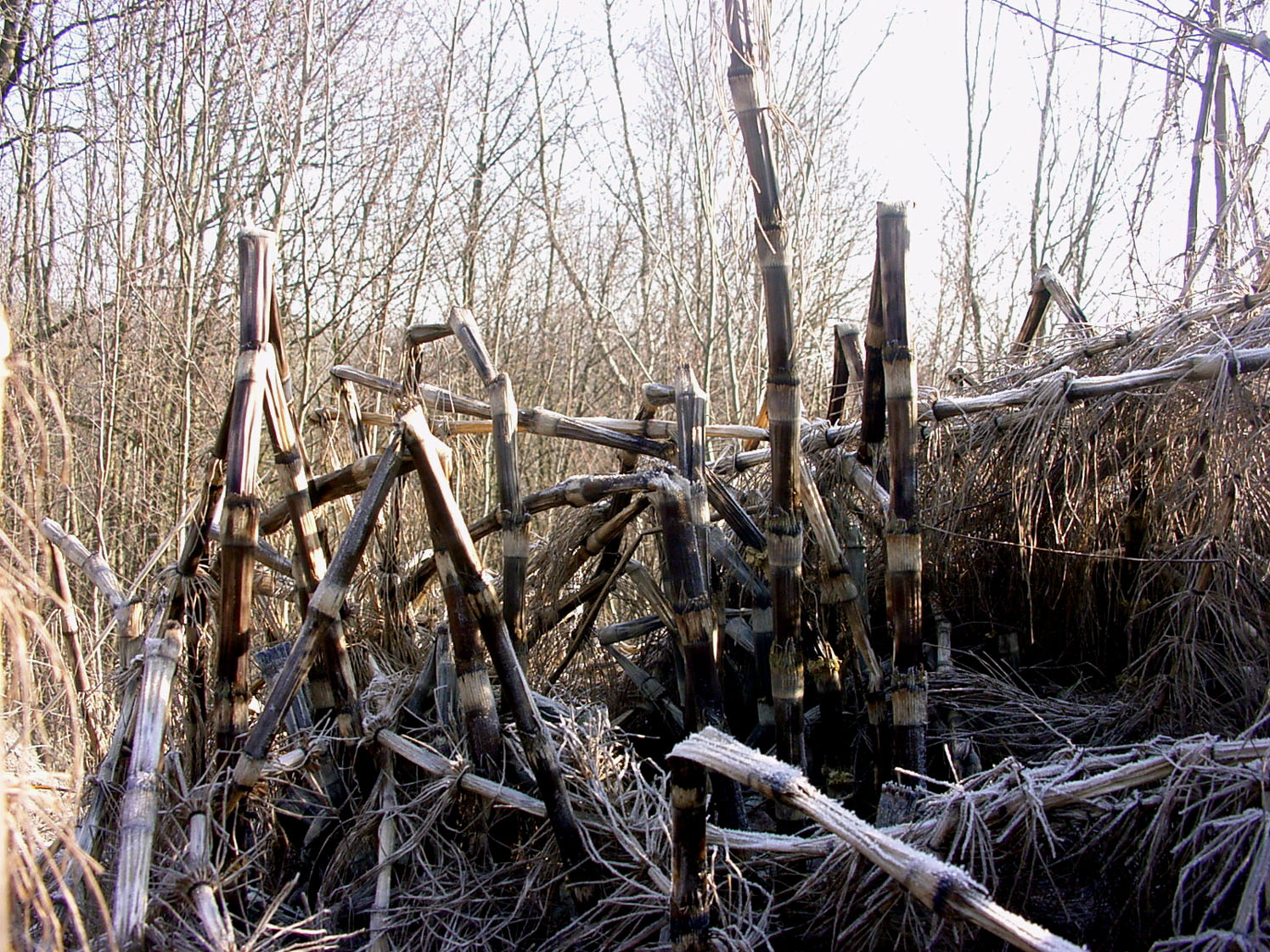
En hiver…

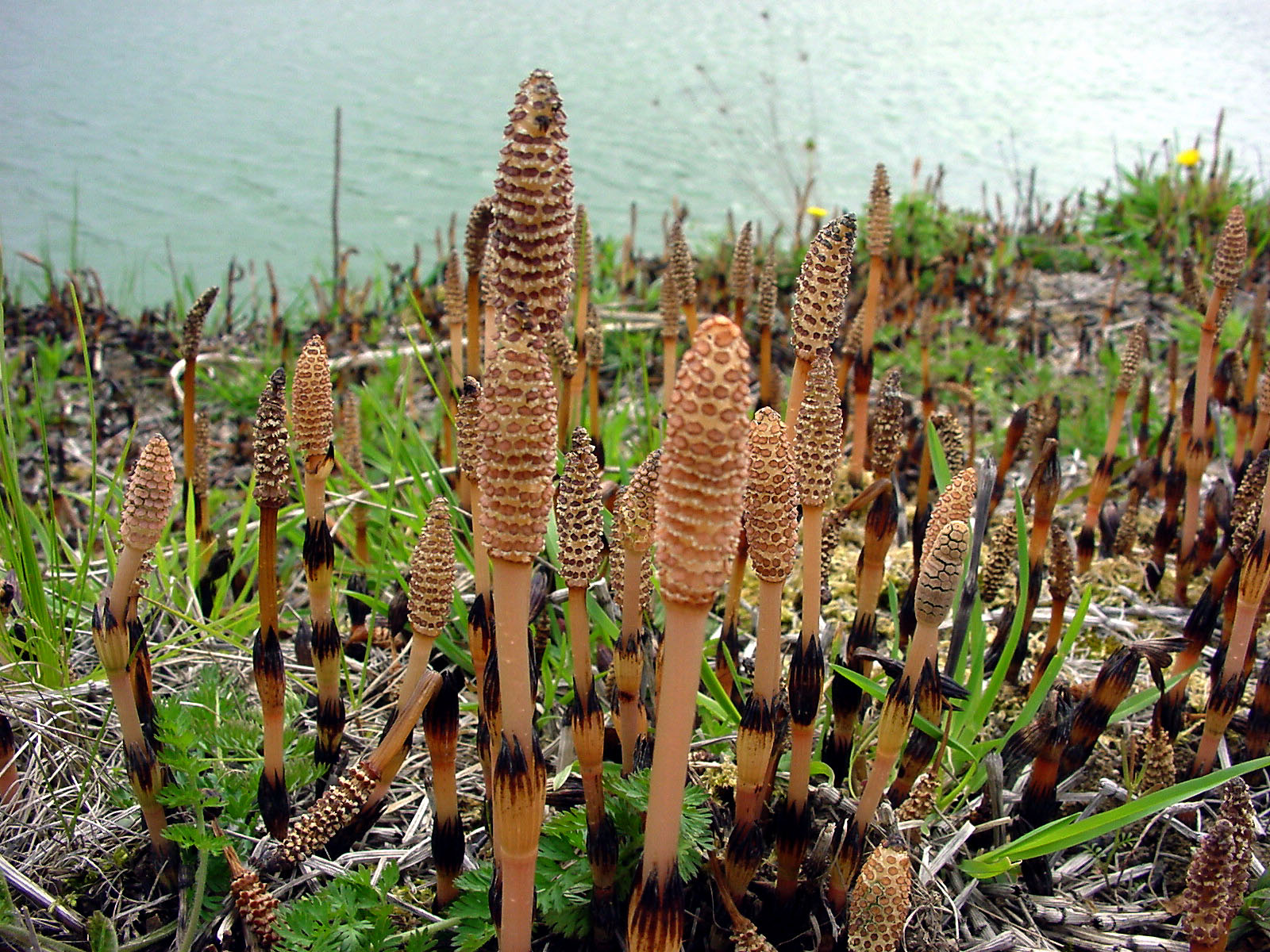
…au printemps.

La prêle était autrefois utilisée fraîche pour récurer les casseroles ou séchée comme abrasif fin pour poncer finement des pièces d'ébénisterie ou de métal. Cette action de ponçage avait pour verbe : prêler. Cette utilisation ne persiste qu'auprès de certains musiciens qui utilisent encore la prêle pour poncer finement les anches en roseau de leurs instruments à vent (hautbois, clarinettes…). Ces propriétés abrasives viennent de la forte teneur en silice de la plante.

### Alimentaire
En tisane, la prêle s'utilise en mélange de façon à cacher son amertume.
Les jeunes pousses coupées en morceaux de diverses espèces (E. arvense, E. hyemale et E. telmateia) étaient mangées crues (en salade...) ou cuites, au moins depuis l’Antiquité romaine.
Les tiges fertiles (sans chlorophylle, les premières à pousser), étaient en Pologne mangées chez la prêle géante et la prêle des champs.
On aurait autrefois mangé le rhizome charnu d’E. fluviatile (dans presque toute l’Europe selon l'ethnobotaniste François Couplan, qui ajoute que des Amérindiens consommaient en Alaska des tubercules au goût de noix de coco, de la taille d’une noix, se formant, à un mètre de profondeur environ sur les racines de la prêle géante (E. telmateia).
Au Japon, les tiges stériles, que l'on ramasse jusqu'au milieu de l'été, se cuisent à la vapeur puis sont sautées à l'huile, avec une sauce de soja ou de sésame écrasé. Elles sont aussi conservées dans le vinaigre.

### Enagriculture biologique
En décoction (aussi appelée purin), la prêle a un effet préventif et curatif sur plusieurs maladies cryptogamiques : cloque du pêcher, mildiou, monilia, oïdiums, tavelures, rouille, maladie des taches noires sur le rosier, botrytis, etc.
Elle s'utilise en pulvérisation, diluée à 20 %, d'une décoction réalisée en portant à ébullition 10 litres d'eau contenant 1 kg de tiges finement coupées. Cette décoction est prête après avoir laissé le mélange refroidir pendant au moins 12 heures.
Si on trouve beaucoup de prêles sur un terrain, on peut sonder pour installer un puits : la prêle est indicatrice d'eau affleurante.

### Médicinale

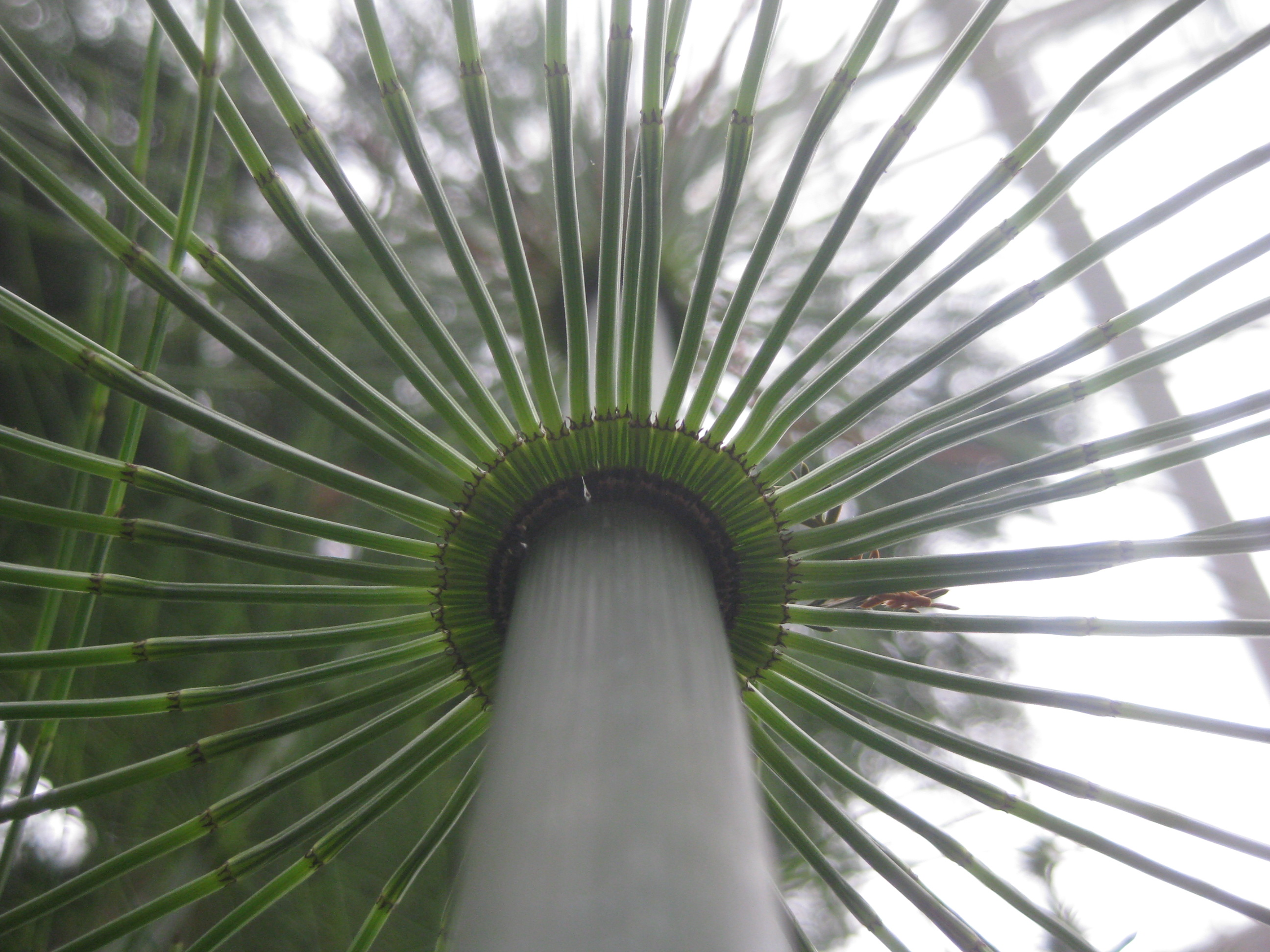
Equisetum myriochaetum dans les serres du jardin jungle

Les tiges stériles sont utilisées comme diurétique, hémostatique, reminéralisant et antirhumatismal.
La prêle est riche en sels minéraux utiles pour la santé, et en silice qui est bienfaisante pour la peau. Sous sa forme galénique SIPF, elle est conseillée pour renforcer les phanères.
La prêle est aussi une plante aux vertus hémostatiques reconnues.

## Calendrier
Le 6e jour du mois de thermidor du calendrier républicain / révolutionnaire français est dénommé jour de la prêle, généralement chaque 24 juillet du calendrier grégorien.